# Sauber C16
Der Sauber C16 war der fünfte Formel-1-Rennwagen von Sauber. Der C16 wurde in der Saison 1997 eingesetzt und von Leo Ress konstruiert. Der Wagen wurde von einem Petronas-SP-01-V10-Motor mit 3 Liter Hubraum angetrieben. Die Bereifung kam vom US-amerikanischen Reifenkonzern Goodyear, der Treibstoff von Petronas.

## Technik und Entwicklung

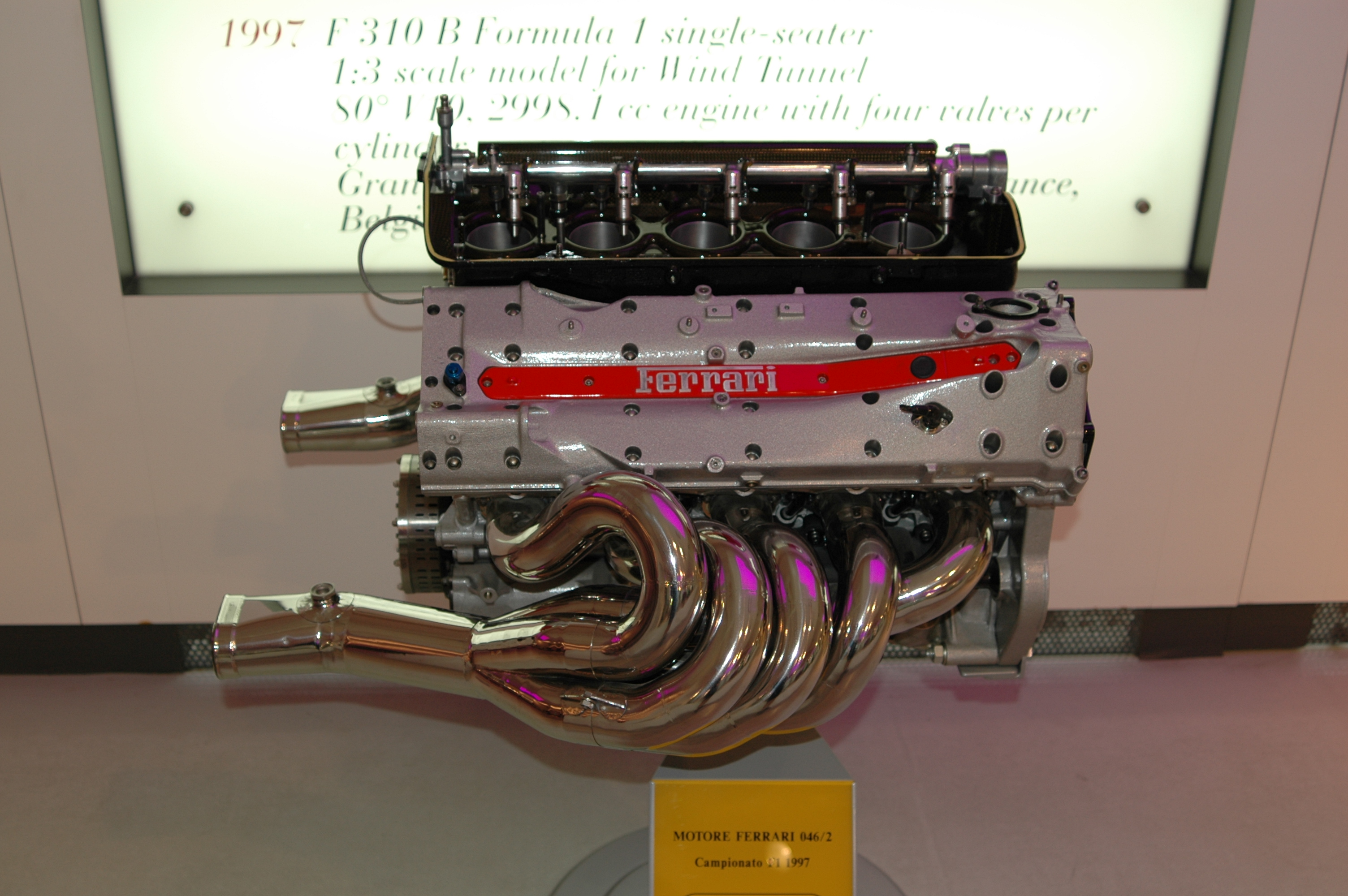
Der Motor des Fahrzeugs: Ferrari 046/2

Der technische Direktor für die Entwicklung war Leo Ress, ihm unterstanden Ian Thomson für die Konstruktion sowie Rene Hilorst und Mike Jennings für die aerodynamische Form des Wagens. Hauptaugenmerk der Entwickler waren die aerodynamischen Eigenschaften des Wagens, die im Vergleich zum Vorjahr nochmals verbessert wurden, obwohl er schon im Vorjahr zu den Besten zählte. Ron Dennis, der Teamchef von McLaren, behauptete in einem Interview, dass nur etwa zehn Prozent des Vorjahreswagens wiederverwendet wurde.
Als Motor wurde der SPE-01-V10-Saugmotor von Petronas, welcher ein unbenannter Ferrari Tipo 046/2 ist, mit einem Hubraum von 2998 cm³ und einem Zylinderbankwinkel von 72° verwendet. Dieser Motor leistete bei einer Drehzahl von 16.400/min ungefähr 544 kW (730 PS). Damit kann der Wagen eine Höchstgeschwindigkeit von bis zu 340 km/h erreichen.
Als Getriebe wurde ein eigenständig entwickeltes sequentielles Halbautomatikgetriebe mit sechs Gängen verwendet. Die Aerodynamik-Arbeiten wurden in den Windtunneln von Swiss Aerospace in Emmen erledigt.

## Renngeschichte

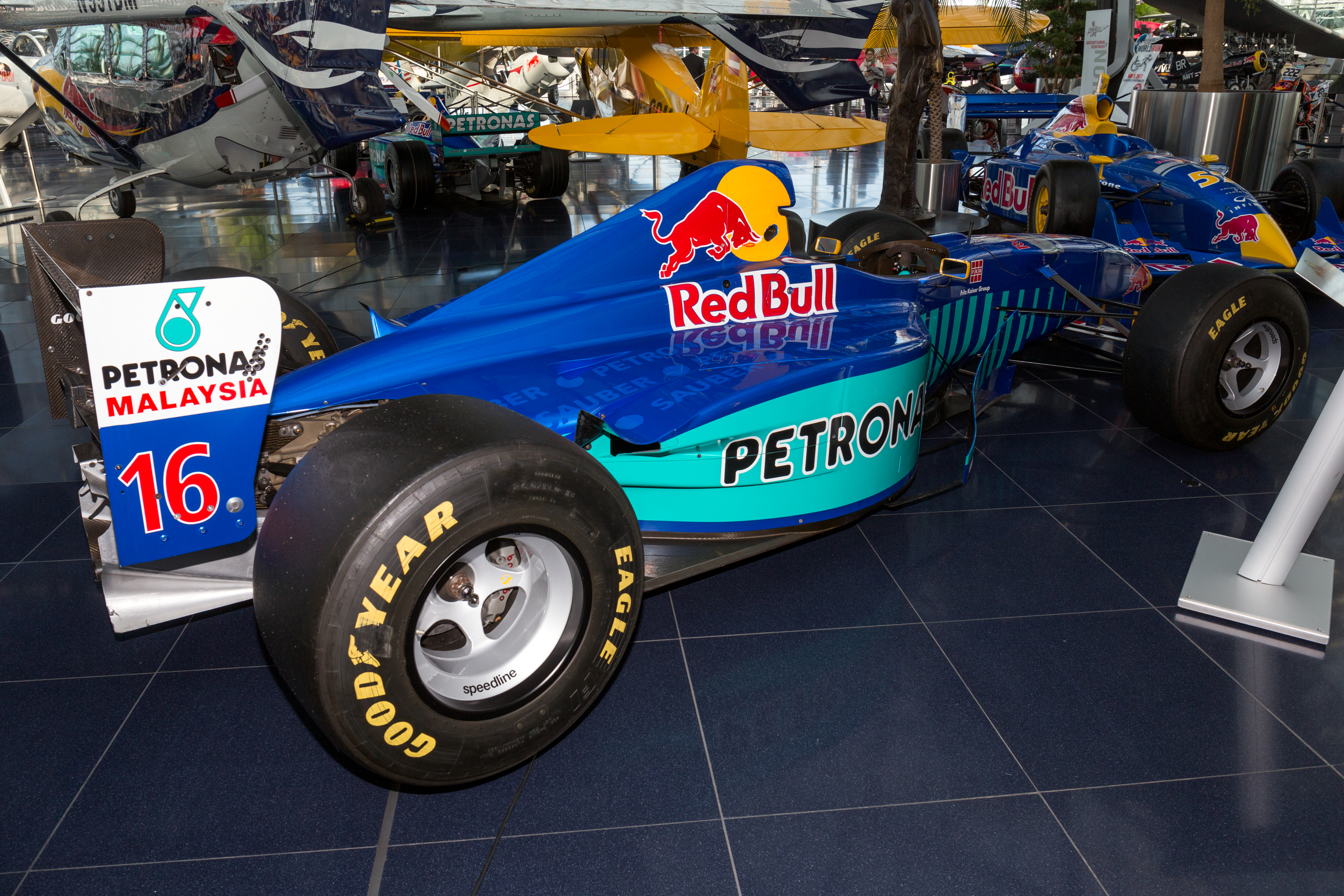
Heckansicht des Sauber C16

Sauber konnte erfolgreich Ferraris neuen Motor, den Ferrari Tipo 046/2, kaufen. Allerdings zögerten die Verhandlungen das mechanische Design des Chassis sehr lange hinaus. Ein Nebengrund für das lange Verhandeln war die verfrühte Bekanntgabe von Sauber, dass der Vertrag erfolgreich abgeschlossen wurde, denn solche Mitteilungen an die Presse durften ohne das Einverständnis des damaligen Generaldirektors von Fiat, Cesare Romiti, nicht getätigt werden. Zu Weihnachten erst wurde der Vertrag, 40 Milliarden Lire (umgerechnet 20 Millionen Euro) für die Ferrari-Motoren plus ein Stammplatz für den Ferrari-Werksfahrer Nicola Larini, fixiert. Der Motorenname wurde an Petronas, Saubers Hauptsponsor neben Red Bull, verkauft.

## Lackierung und Sponsoring
Die Lackierung sowie die Sponsoren waren im Vergleich zum Vorjahresmodell komplett unverändert. Die Grundfarbe des Boliden war ein normales Blau, der Front- und Heckflügel wurden in weiß gehalten, die Spitze der Nase sowie die Rückspiegel wegen des Sponsoring von Red Bull gelb und die Seitenkästen aufgrund von Petronas türkis.
Die Hauptsponsoren von Sauber im Jahre 1997 waren Red Bull und Petronas. Der österreichische Brausekonzern verewigte sich auf dem Frontflügel, der Nase und auf der Airbox des Autos. Der malaysische Mineralölkonzern selbst nahm den Heckflügel sowie die Seitenkästen in Anspruch. Sonst waren auf der Nase noch Magneti Marelli und der Reifenlieferant Goodyear zu finden.

## Fahrer
Zu Beginn der Saison wurden Johnny Herbert und Nicola Larini als Fahrer gesetzt. Während Herbert die komplette Saison fuhr, musste Larini seinen Boliden nach fünf Rennen an Gianni Morbidelli abgeben, da es zu Unstimmigkeiten innerhalb des Teams mit Larini kam. Morbidelli wurde zwischendurch für drei Rennen vom Ersatzfahrer Norberto Fontana ersetzt, weil sich Morbidelli zwei Mal den Arm bei unterschiedlichen Ereignissen gebrochen hat. Auch beim letzten Rennen der Saison kam Fontana zum Einsatz.

## Weitere Verwendung der Chassis
Ein von Johnny Herbert gefahrener Sauber C16 steht heute im Hangar-7 ausgestellt.

## Ergebnisse
| Fahrer                          | Nr.                             | 1   | 2  | 3   | 4   | 5   | 6  | 7  | 8   | 9   | 10  | 11  | 12 | 13  | 14 | 15 | 16  | 17 | Punkte | Rang |
| ------------------------------- | ------------------------------- | --- | -- | --- | --- | --- | -- | -- | --- | --- | --- | --- | -- | --- | -- | -- | --- | -- | ------ | ---- |
| Formel-1-Weltmeisterschaft 1997 | Formel-1-Weltmeisterschaft 1997 |     |    |     |     |     |    |    |     |     |     |     |    |     |    |    |     |    | 16     | 7.   |
| J. Herbert                      | 16                              | DNF | 7  | 4   | DNF | DNF | 5  | 5  | 8   | DNF | DNF | 3   | 4  | DNF | 8  | 7  | 6   | 8  | 16     | 7.   |
| N. Larini                       | 17                              | 6   | 11 | DNF | 7   | DNF |    |    |     |     |     |     |    |     |    |    |     |    | 16     | 7.   |
| G. Morbidelli                   | 17                              |     |    |     |     |     | 14 | 10 |     |     |     | DNF | 9  | 12  | 9  | 9  | DNS |    | 16     | 7.   |
| N. Fontana                      | 17                              |     |    |     |     |     |    |    | DNF | 9   | 9   |     |    |     |    |    |     | 14 | 16     | 7.   |

| Legende  | Legende            | Legende                                                          |
| Farbe    | Abkürzung          | Bedeutung                                                        |
| -------- | ------------------ | ---------------------------------------------------------------- |
| Gold     | –                  | Sieg                                                             |
| Silber   | –                  | 2. Platz                                                         |
| Bronze   | –                  | 3. Platz                                                         |
| Grün     | –                  | Platzierung in den Punkten                                       |
| Blau     | –                  | Klassifiziert außerhalb der Punkteränge                          |
| Violett  | DNF                | Rennen nicht beendet (did not finish)                            |
| Violett  | NC                 | nicht klassifiziert (not classified)                             |
| Rot      | DNQ                | nicht qualifiziert (did not qualify)                             |
| Rot      | DNPQ               | in Vorqualifikation gescheitert (did not pre-qualify)            |
| Schwarz  | DSQ                | disqualifiziert (disqualified)                                   |
| Weiß     | DNS                | nicht am Start (did not start)                                   |
| Weiß     | WD                 | zurückgezogen (withdrawn)                                        |
| Hellblau | PO                 | nur am Training teilgenommen (practiced only)                    |
| Hellblau | TD                 | Freitags-Testfahrer (test driver)                                |
| ohne     | DNP                | nicht am Training teilgenommen (did not practice)                |
| ohne     | INJ                | verletzt oder krank (injured)                                    |
| ohne     | EX                 | ausgeschlossen (excluded)                                        |
| ohne     | DNA                | nicht erschienen (did not arrive)                                |
| ohne     | C                  | Rennen abgesagt (cancelled)                                      |
| ohne     | keine WM-Teilnahme |                                                                  |
| sonstige | P/fett             | Pole-Position                                                    |
| sonstige | 1/2/3/4/5/6/7/8    | Punktplatzierung im Sprint-/Qualifikationsrennen                 |
| sonstige | SR/kursiv          | Schnellste Rennrunde                                             |
| sonstige | *                  | nicht im Ziel, aufgrund der zurückgelegten Distanz aber gewertet |
| sonstige | ()                 | Streichresultate                                                 |
| sonstige | unterstrichen      | Führender in der Gesamtwertung                                   |